# La señora Cornelia
La señora Cornelia (em português, A senhora Cornélia) é uma das novelas exemplares escrita por Miguel de Cervantes, mais conhecido como o autor do Dom Quixote. Trata-se da história de sedução de uma jovem, tema recorrente na obra (ver, por exemplo, La fuerza de la sangre e Las dos doncellas).

## Enredo
Dom Antonio e dom Juan, dois amigos espanhóis, estudam em Bolonha, após ter visitado a cidade e se maravilhado com a universidade que ali existia. Sendo jovens, procuravam também divertimentos, e queriam conhecer todas as belas damas da cidade. Haviam ouvido falar da fama de uma tal Cornelia, orfã nobre e rica, que tinha uma grande beleza, sem, contudo, conseguir vê-la nem ao menos na igreja, pois era bem guardada por seu irmão, Lorenzo.
Certa noite, andando Juan sozinho pela cidade, é chamado por uma voz que lhe pergunta se é Fábio. Supreso, o jovem responde que sim. Entragam-lhe por uma porta um pacote, que ele logo descobre ser um bebê. Corre para sua pensão, onde deixa o menino aos cuidados da ama, e volta para a casa onde tudo se sucedeu. Lá encontra um homem sendo atacado por vários outros. Saca sua espada e vai em defesa do atacado. Os vizinhos, ouvindo os barulhos da luta, começam a gritar por ajuda, o que afasta os que atacavam. O homem, salvo e agradecido, dá a Juan seu luxuoso chapéu, mas prefere não declarar seu nome.
Voltando à pensão, Juan encontra Antonio, que lhe diz ter uma história espantosa para contar. Andando também pela rua sozinho, foi abordado por uma dama desesperada, que lhe pediu socorro. Antonio acudiu-a, levando-a também à pensão. Juan conta sua história também, e os dois voltam confusos para sua moradia. Lá, a jovem, de grande beleza, reconhecendo o chapéu na cabeça de Juan, revela ser, de fato, a famosa Cornelia. Ela havia se apaixonado pelo duque de Ferrara (o homem resgatado), que se apaixonara por ela também, prometendo casamento. Conseguiram burlar a vigilância do irmão, e a mulher ficou grávida. O duque havia prometido vir levá-la da casa do irmão, o que deveria ser realizado naquele dia mesmo, mas o parto ocorrera inesperadamente na mesma data.
A criança entregue a Juan era o filho da dama, devolvido logo à mãe, em meio a lágrimas. Logo, chega à pensão Lorenzo, querendo falar com Juan. Cornelia fica desesperada, achando que o irmão vinha tirar-lhe a vida. Mas em verdade, ele desejava pedir ajuda ao espanhol para intimar o duque de Ferrarra, que acreditava ter seqüestrado sua irmã, ignorando que ela estava no quarto dos espanhóis. Segundo Lorenzo, um espanhol valeria tanto quanto um exército. Juan aceita o pedido de ajudar. Antonio os acompanha.
A ama, que ficara cuidando de Cornelia, teme pela vida da amiga sozinha sem protetores, e decide levá-la à casa de um padre que morava próximo à casa do duque, achando que, destarte, as vidas da moça e do bebê estariam mais seguras.
No meio do caminho, Lorenzo descobre que o duque ainda se encontrava em Bolonha. Eles dão meio volta, e em seu retorno, encontram a comitiva do duque. Tudo se esclarece, e o duque promete tomar Cornelia como sua esposa, o que ele não havia cumprido até então pois esperava a morte de sua mãe, que pretendia casá-lo com outra mulher.
Todos voltam para buscar a jovem na pensão, mas ela desaparecera, sem que ninguém tivesse notícia. O duque fica muito frustrado, e retorna para sua casa. Porém, como era seu costume, pára na casa do padre, em que, por um acaso, se encontrava Cornelia. O padre apresenta os dois amantes um para o outro, e tudo se resolve.